# Conciliateur
Le conciliateur peut être privé, ou être désigné par un juge (magistrat ou juge professionnel) dans le cadre d'une procédure judiciaire. Dans le cas d'une désignation par un juge, il s'agit d'une conciliation déléguée ou sur délégation.  

## Conciliateur de justice
En France, La conciliation judiciaire est une procédure gratuite sans formalité. 
Un conciliateur est une personne bénévole qui s’efforce de développer, hors procédure codifiée, la pratique du règlement amiable des petits différends locaux entre particuliers ou entre particuliers et entreprises, tels que : litiges de locataire à propriétaire (bail civil, bail commercial), de voisinage (droit de passage, limites de propriété), de consommateur, de fournisseur à client, contestation de facture.
Le cas échéant, le conciliateur de justice rédige un constat d'accord qu’il dépose au tribunal d'instance. Chaque partie en reçoit un exemplaire.

## Statut
Le conciliateur de justice doit  justifier d'une formation ou d'une expérience juridique, et de compétences le qualifiant particulièrement pour exercer ces fonctions. Il doit jouir de ses droits civils et politiques et n'être investi d'aucun mandat électif dans le ressort de la cour d'appel dans lequel il exerce. Les personnes qui exercent des activités judiciaires ou qui participent au fonctionnement du service de la justice ne peuvent être chargés des fonctions de conciliateur de justice. 
Les fonctions de conciliateur de justice sont exercées à titre bénévole, mais une indemnité forfaitaire est destinée à couvrir les menues dépenses de la fonction,.